# Stora Avlången (Ljusnarsbergs socken, Västmanland)
Stora Avlången är en sjö i Ljusnarsbergs kommun i Västmanland och ingår i Norrströms huvudavrinningsområde. Sjön är 28 meter djup, har en yta på 3,14 kvadratkilometer och befinner sig 279,2 meter över havet. Sjön avvattnas av vattendraget Haggeån (Snöån). Vid provfiske har abborre, lake och mört fångats i sjön.

## Delavrinningsområde
Stora Avlången ingår i det delavrinningsområde (665417-146339) som SMHI kallar för Utloppet av Stora Avlången. Medelhöjden är 307 meter över havet och ytan är 12,7 kvadratkilometer. Räknas de 3 avrinningsområdena uppströms in blir den ackumulerade arean 33,06 kvadratkilometer. Haggeån (Snöån) som avvattnar avrinningsområdet har biflödesordning 4, vilket innebär att vattnet flödar genom totalt 4 vattendrag innan det når havet efter 272 kilometer. Avrinningsområdet består mestadels av skog (68 procent). Avrinningsområdet har 3,07 kvadratkilometer vattenytor vilket ger det en sjöprocent på 24,1 procent.